# Ferrari 195
Der Ferrari 195 ist ein 1950 bis 1951 in verschiedenen Ausführungen gebautes Modell des italienischen Automobilherstellers Ferrari. Die Bezeichnung geht auf den gerundeten Inhalt eines einzelnen Zylinders zurück.
Beim 195 handelte es sich um den Nachfolger des Ferrari 166 mit dessen von 2,0 auf 2,3 Liter vergrößertem Zwölfzylinder-V-Motor mit je einer obenliegenden Nockenwelle pro Zylinderbank (Bohrung × Hub 65 × 58,8 mm, Hubraum 2341 cm³). Wie der Vorgänger besaß der 195 einen Kastenrahmen, vordere Doppeldreieckslenker und eine hintere Starrachse. Nachfolger des 195 war der Ferrari 212.

## 195 Sport (1950)

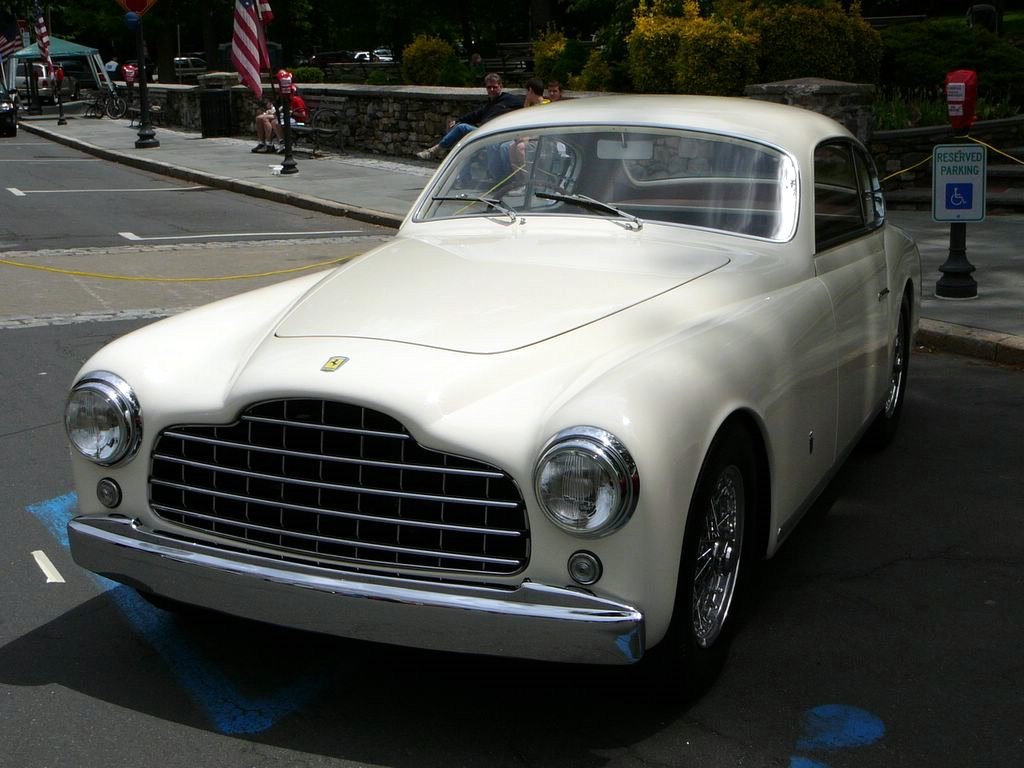
Ferrari 195 Inter Ghia, Entwurf Boano

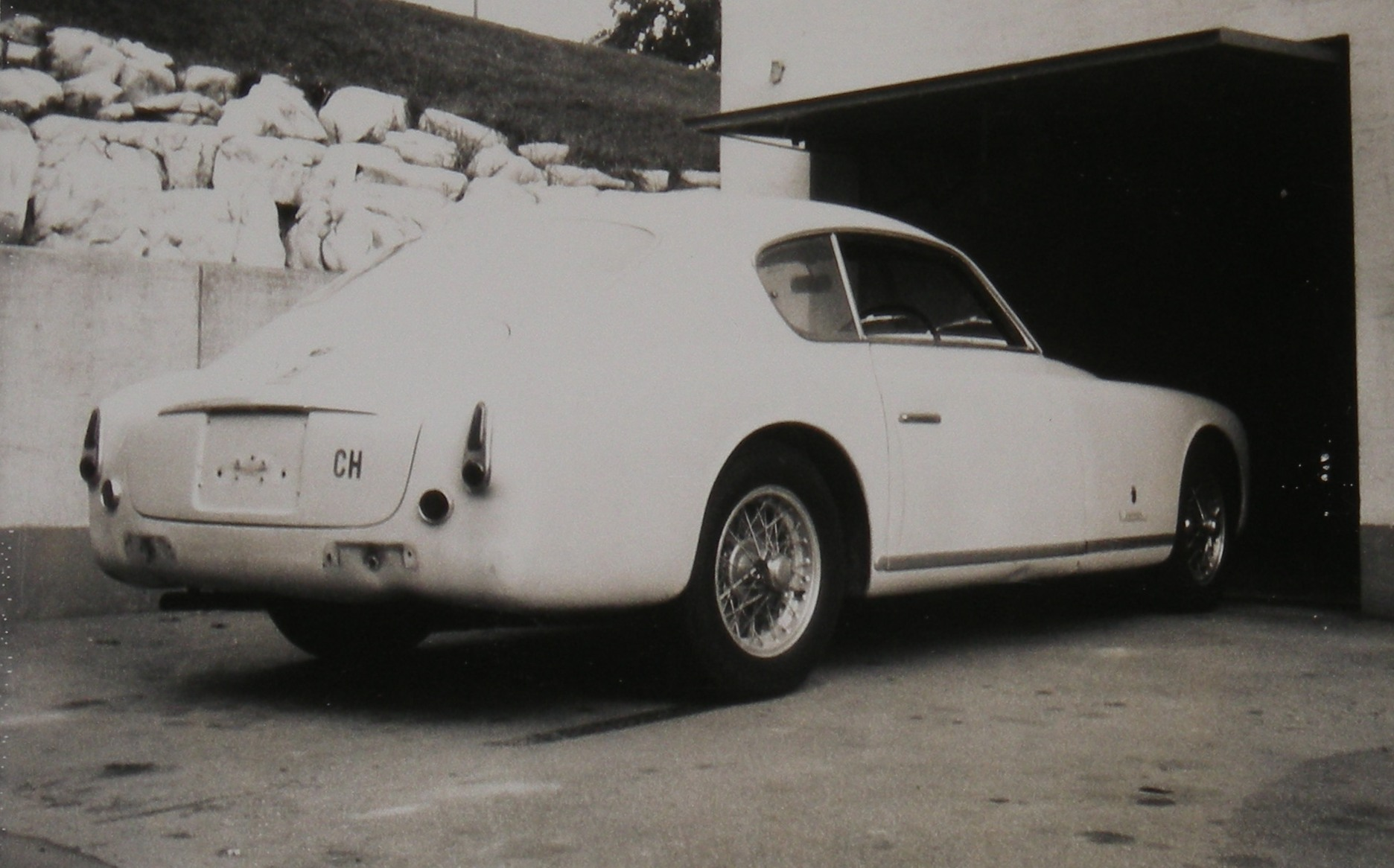
Ghia Ferrari 195 Inter Ghia, Chassis 133

Der 195 Sport war die für den GT-Rennsport gedachte Variante der 195-Baureihe. Durch die Vergrößerung des Bohrmaßes wuchs der Hubraum des SOHC-V12 von 1995 auf 2341 und die Leistung auf 125 kW (170 PS) bei 7200/min. Gegenüber dem 166 MM wurde der Radstand um 50 auf 2250 mm verlängert. Bekannt ist ein 195 Sport mit einer Fließheck-Coupékarosserie von Touring; verlässlichen Schätzungen zufolge wurden maximal drei Exemplare hergestellt.

## 195 Inter (1950–1951)
Wie beim 166, so stellte auch beim 195 der Ende 1950 vorgestellte Inter die für den zivilen Gebrauch bestimmte Variante dar.
Mit drei Doppelvergasern leistete der 2,3-Liter-V12 mit einer obenliegenden Nockenwelle pro Zylinderbank 99 kW (135 PS) bei 7000/min.
Auf einem Radstand von zumeist 2500 mm entstanden insgesamt zwölf Vignale-Coupés, zumeist nach Entwürfen von Giovanni Michelotti, zehn Ghia-Coupés nach einem Entwurf von Felice Mario Boano sowie drei Coupés mit Touring-Karosserie. Jeweils ein Einzelstück baute der Schweizer Karossier Ghia-Aigle, ebenfalls nach einem Michelotti-Entwurf, sowie die Carrozzeria Motto.